# Posadeña linda
Posadeña linda es la canción oficial de la ciudad de Posadas, provincia de Misiones, Argentina. 
Es una galopa escrita por Ramón Ayala y desde el 2004 por Ordenanza 1428/04, firmado por el Concejo Deliberante, es la "Canción Oficial de Posadas".
En la misma se deja en claro, que dicha canción debe ser entonada en los actos municipales en los que participe la Banda Sinfónica Municipal.
Anahí Rolón, una joven cantante posadeña, fue la elegida para entonar por primera vez la canción oficial como tal, ese mismo año.

## Origen de la canción
El cantante Ramón Ayala recuerda así el origen de «Posadeña linda» en una entrevista con el periodista Esteban Abad en el diario Primera Edición: 

En cada viaje llevé a la provincia de Misiones en el alma, ‘Posadeña Linda’ nació en un viaje a Barcelona (España), el recitado lo había hecho aquí en Posadas antes.